# Clemens Flach
Clemens Gustav Erdmann Flach (* 15. Juli 1893 in Triebes; † 11. August 1956 ebenda) war ein deutscher Politiker (Wirtschaftspartei). Er war von 1927 bis 1932 Abgeordneter des Thüringer Landtages.

## Leben
Flach war der Sohn eines Bäckers. Er besuchte die Volksschule und danach bis zur Obersekunda das humanistische Gymnasium in Schleiz. Nach beruflicher Tätigkeit als Bankbevollmächtigter und Teilnahme am Ersten Weltkrieg machte er sich 1919 als Kaufmann in Triebes selbständig. In den 1920er und 1930er Jahren war er Getreidehändler und Mitglied im Vorstand des Thüringer Gewerbebundes und Einzelhandelsverbandes. Anfang der 1940er Jahre arbeitete er als Kaufmann in Bitterfeld und Berlin.
Mitte der 1920er Jahre schloss sich Flach der Reichspartei des Deutschen Mittelstandes (Wirtschaftspartei) an, für die er von 1927 bis 1932 dem Thüringer Landtag angehörte. Des Weiteren war er Mitglied im Stadtrat von Triebes und Mitglied im Kreisrat des Kreises Greiz. Am 3. Juli 1940 beantragte er die Aufnahme in die NSDAP und wurde zum 1. Oktober desselben Jahres aufgenommen (Mitgliedsnummer 8.213.835).
Clemens Flach heiratete 1922 Frieda Minna Feustel (6. Oktober 1899–16. April 1978), die Tochter eines Gutsbesitzers.